# Torre de Serra-sanç
La Torre de Serra-sanç és un edifici del municipi de Sallent (Bages) declarada bé cultural d'interès nacional.

## Descripció
Es tracta de notables murs del segle xii. Es tracta d'un torre de defensa de forma rectangular, feta de pedra tallada i unida amb calç, pel costat nord té una poterna, mentre que a migdia té una porta, que podria ser posterior. A l'interior es conserva l'arrencament d'un arc diafragma, la qual cosa permet creure amb l'existència d'un pis superior, com a mínim.

## Història
Fortalesa.
Aquesta torre està totalment indocumentada, però per les característiques constructives, de tot semblants a les de l'església de Sant Miquel de Serra-sanç, permeten datar-la del mateix temps que el temple, que es considera de principis de segle xii.